# Marko Cortés Mendoza
Marko Antonio Cortés Mendoza (Zamora, Michoacán, né le 17 octobre 1977) est un homme politique mexicain, membre du Parti action nationale, député fédéral puis sénateur.